# Westrumänische Karpaten

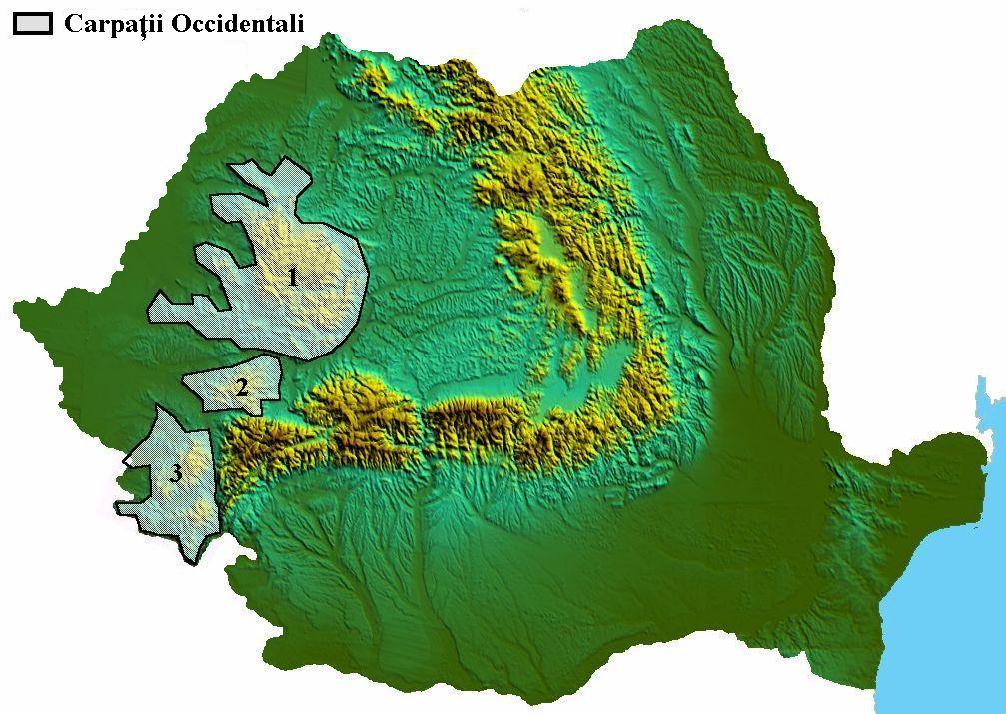
Die Westrumänischen Karpaten mit den Untereinheiten
(1) Apuseni-Gebirge
(2) Poiana-Ruscă-Gebirge
(3) Banater Gebirge

Die Westrumänischen Karpaten , auch Rumänische Westkarpaten (rumänisch Carpații Occidentali Românești), sind als geomorphologischer Begriff ein Teil der Karpaten. In Rumänien wird dieses Gebiet Carpații Occidentali  (Westkarpaten) genannt. In den übrigen Karpatenländern wird mit Westkarpaten dagegen der nordwestliche Teil des Karpatenbogens (in der Slowakei, Ungarn und Polen gelegen) bezeichnet.
Die Westrumänischen Karpaten bestehen aus 
- dem Apuseni-Gebirge (auch Siebenbürger Westkarpaten),
- dem Poiana-Ruscă-Gebirge und
- dem Banater Gebirge.

Sie liegen fast ausschließlich in Rumänien; lediglich die zum Banater Gebirge zählenden Vršac-Berge befinden sich auf serbischem Territorium. Der höchste Gipfel ist der 1849 m hohe Cucurbăta Mare im Bihor-Gebirge (Munții Bihorului) – Teil des Apuseni-Gebirges.
Siehe auch: Gliederung der Karpaten